# You Have No Idea What You're Getting Yourself Into
Albums de Does It Offend You, Yeah?
- Don't Say We Didn't Warn You
(2011)
You Have No Idea What You're Getting Yourself Into est le premier album du groupe de musique britannique Does It Offend You, Yeah?, sorti le 24 mars 2008.

## Liste des titres
Tous les morceaux ont été écrits et enregistrés par Does It Offend You, Yeah? sauf les morceaux 2 et 7 qui ont été co-écrits avec Eliot James et Sebastien Grainger respectivement.
| No  | Titre                                                                  | Auteur                                          | Durée |
| --- | ---------------------------------------------------------------------- | ----------------------------------------------- | ----- |
| 1.  | Battle Royale                                                          | Does It Offend You, Yeah?                       | 3:35  |
| 2.  | With a Heavy Heart (I Regret to Inform You)                            | Does It Offend You, Yeah? et Eliot James        | 4:03  |
| 3.  | We Are Rockstars                                                       | Does It Offend You, Yeah?                       | 3:48  |
| 4.  | Dawn of the Dead                                                       | Does It Offend You, Yeah?                       | 3:26  |
| 5.  | Doomed Now                                                             | Does It Offend You, Yeah?                       | 3:41  |
| 6.  | Attack of the 60 ft Lesbian Octopus                                    | Does It Offend You, Yeah?                       | 1:57  |
| 7.  | Let's Make Out (featuring Sebastien Grainger de Death From Above 1979) | Does It Offend You, Yeah? et Sebastien Grainger | 4:02  |
| 8.  | Being Bad Feels Pretty Good                                            | Does It Offend You, Yeah?                       | 4:05  |
| 9.  | Weird Science                                                          | Does It Offend You, Yeah?                       | 5:02  |
| 10. | Epic Last Song                                                         |                                                 | 4:35  |

| 11. | Like the Way I Do | 3:51 |

| 11. | Tales of the Chameleon | 3:39 |

## Crédits
- James Rushent – chant, basse, guitare, synthétiseur, vocodeur
- Rob Bloomfield – batterie, basse, guitare, synthétiseur, chœurs
- Dan Coop – synthétiseur
- Sebastien Grainger – chant sur Let's Make Out
- Eliot James – guitare
- Morgan Quaintance – guitare sur Doomed Now

## Classements
| Classements (2008)    | Meilleure position |
| --------------------- | ------------------ |
| Official Albums Chart | 48                 |